# Horinouchi Satoshi
Satoshi Horinouchi (sinh ngày 26 tháng 10 năm 1979) là một cầu thủ bóng đá người Nhật Bản.

## Sự nghiệp câu lạc bộ
Satoshi Horinouchi đã từng chơi cho Urawa Reds, Yokohama FC và Montedio Yamagata.